# Wojsko polskie w okresie Sejmu Wielkiego

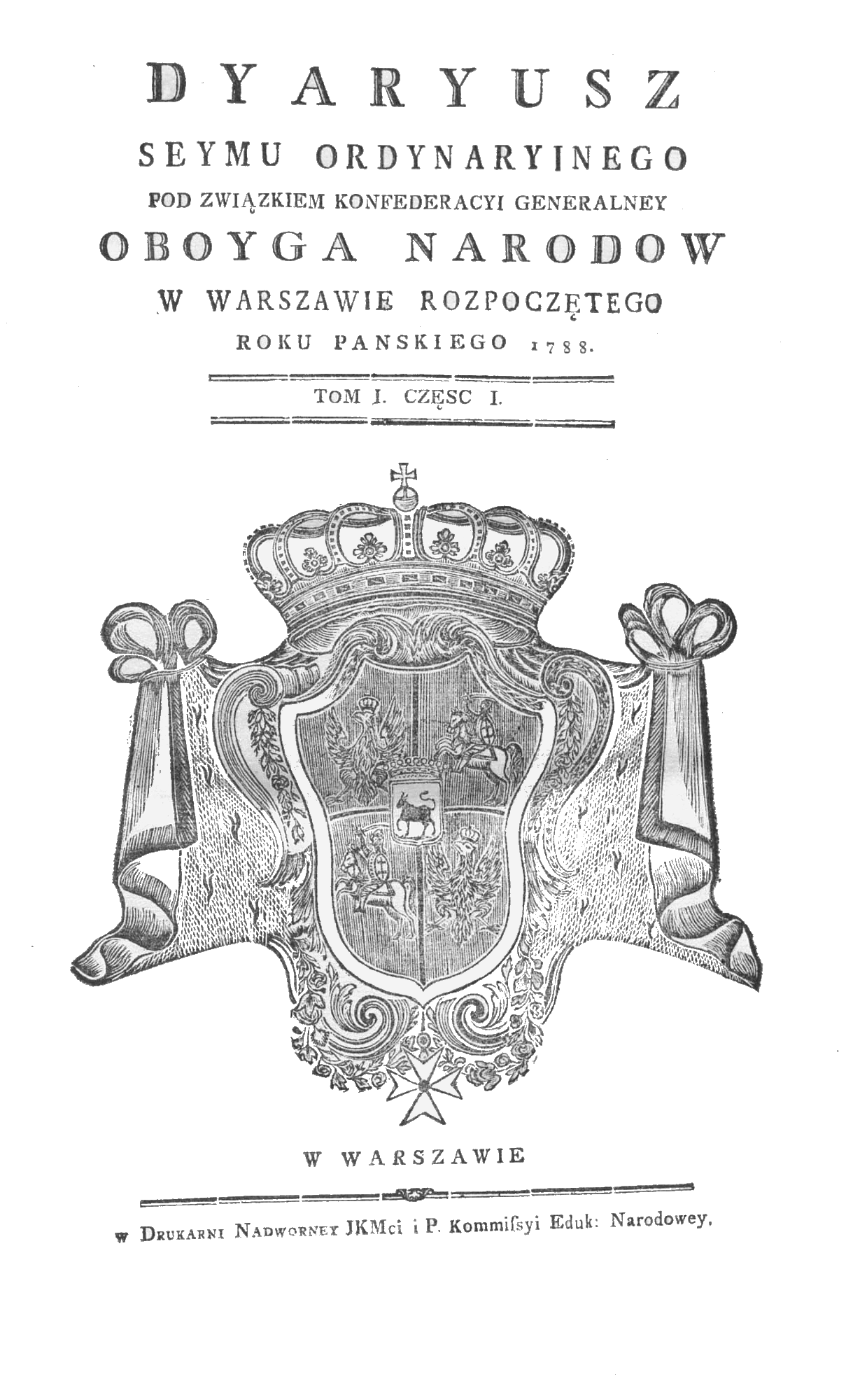
Diariusz Sejmu 1788

Wojsko I Rzeczypospolitej w okresie Sejmu Wielkiego – siły zbrojne I Rzeczypospolitej w latach 1788–1792.
Sejm delegacyjny postanowił podnieść komput (etat) wojska Rzeczypospolitej do 30 000 ludzi, 22 000 w Koronie i 8000 na Litwie. Jednak te założenia odbiegały znacznie od realizacji, gdyż w 1776 w wojsku koronnym było zaledwie około 10 000 żołnierzy, zaś w litewskim 4400. Przez kolejne 12 lat stan wojska osiągnął 18,5 tys. ludzi.
Jednym z czołowych zagadnień, jakie stanęły przed sejmem w 1788 było powiększenie armii. 20 października sejm uchwalił wystawienie 100-tysięcznej armii. Etat przewidywał 61 025 żołnierzy piechoty, 32 512 jazdy, 4987 artylerii i inżynierii. Razem armia koronna i litewska miały liczyć 98 596 ludzi. Wobec braku odpowiednich funduszy, 22 stycznia 1790 wprowadzono etat tymczasowy. Przewidywał on 65 074 żołnierzy, w tym 27 342 jazdy, 34 096 piechoty, 3564 artylerii i inżynierii.

## Założenia etatowe armii

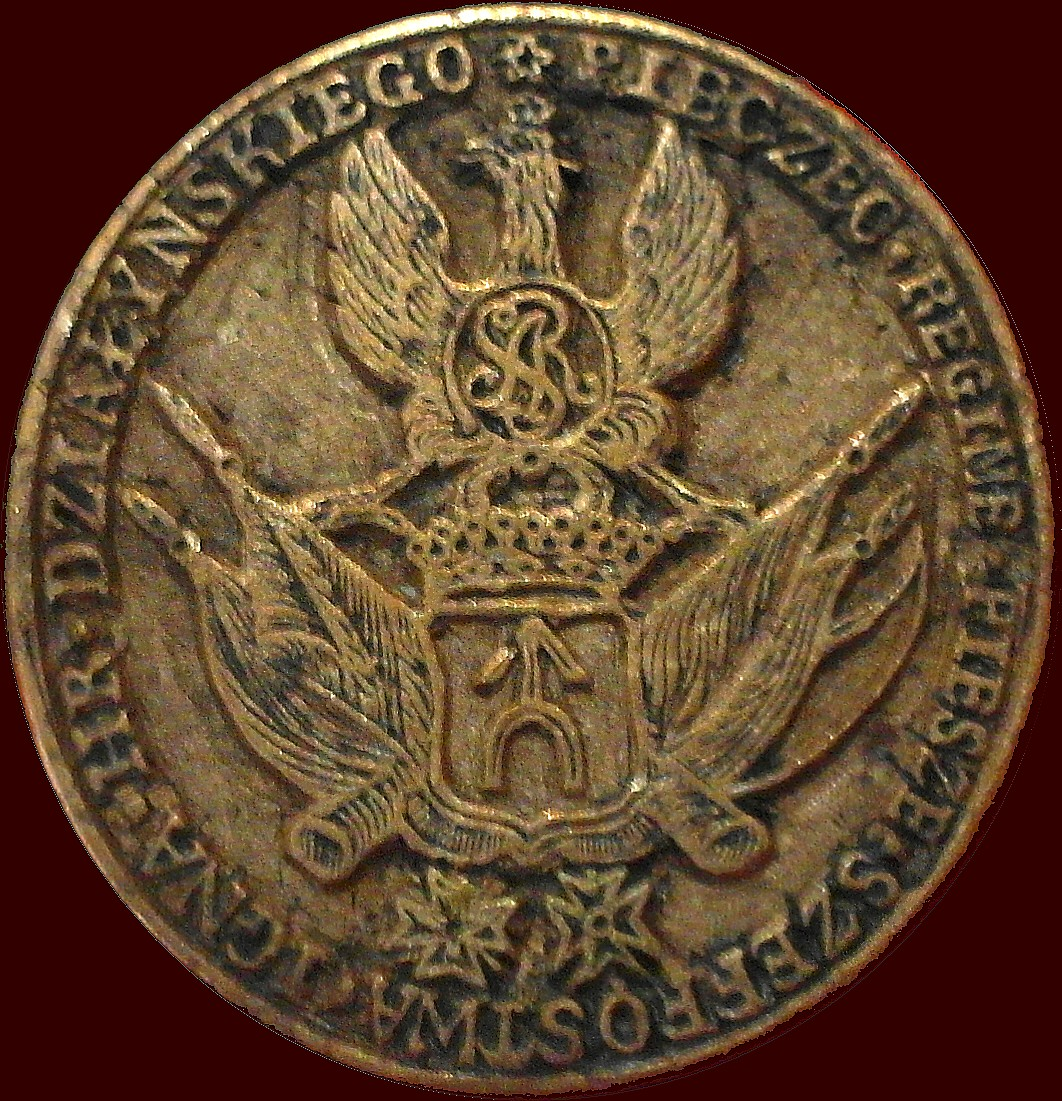
pieczęć 10 Regimentu Pieszego szefostwa gen. Działyńskiego z 1791

Według etatu armii stutysięcznej, armia koronna miała się składać ze sztabu generalnego; 18 regimentów piechoty: jednego gwardii pieszej koronnej i 17 regimentów piechoty; 4 nowo utworzonych batalionów strzelców; 2 chorągwi węgierskich; gwardii konnej koronnej; 8 brygad kawalerii narodowej; 5 pułków przedniej straży; korpusu artylerii koronnej i korpusu inżynierów koronnych. Etat przewidywał też założenie Szkoły Korpusu Artylerii i Szkoły Korpusu Inżynierów. Armia koronna miała liczyć 21 862 jazdy, 40 695 piechoty, 3326 artylerii i inżynierii; razem 65 928 żołnierzy.
Armia litewska miała się składać ze sztabu generalnego, 9 regimentów piechoty: gwardii pieszej litewskiej i 8 regimentów, 4 nowo utworzonych batalionów strzelców, 2 chorągwi obu buław, gwardii konnej litewskiej, 2 brygad kawalerii narodowej, 5 pułków przedniej straży, korpusu artylerii litewskiej, korpusu inżynierów litewskich. Planowano utworzenie w Wilnie Szkoły Korpusów Artylerii i Inżynierów. Armia litewska miała liczyć 10 650 jazdy, 20 330 piechoty, 1661 artylerii i inżynierii; razem 32 668 ludzi.
Dopiero po został ustalony szczegółowy etat wojska. Starano się uzupełnić go zaciągiem ochotniczym, co rzeczywiście pozytywnie skutkowało w przypadku kawalerii narodowej, niestety zawodziło przy regimentach pieszych. W grudniu 1789 zdecydowano się na pobór rekrutów systemem wypraw dymowych (pruskim). Wymierzono go na bardzo niskim poziomie – z dóbr królewskich i duchownych 1 rekrut na 50 dymów, a z prywatnych 1 rekrut na 100 dymów. Rekrutów brano na 6–8 lat, w wieku od 18 do 35 lat. W ten sposób można było uzyskać zaledwie 8000 żołnierzy.
Jednak wobec braku funduszy i niepowodzenia zabiegów o pożyczkę zagraniczną sejm odroczył realizację etatu stutysięcznego i 22 stycznia 1790 postanowił wprowadzić etat tymczasowy. Etat ten zmniejszył wszystkie regimenty piechoty do dwóch batalionów, pominął trzy zaplanowane regimenty koronne, oraz bataliony strzelców, zredukował też korpusy artylerii. Przewidywał on:
W armii koronnej – 15 regimentów piechoty: jeden gwardii pieszej koronnej i 14 regimentów pieszych, gwardii konnej koronnej, 8 brygad kawalerii narodowej, 5 pułków przedniej straży, korpusu artylerii koronnej, personelu ludwisarni, korpusu inżynierów koronnych i 2 kompanii pontonierów. Stany w oddziałach wojska radykalnie zmniejszono. Armia miała liczyć 44 855 ludzi, z tego 20 497 jazdy, 21 862 piechoty, 2451 artylerii i inżynierii.
Armia litewska miała składać się ze sztabu, 9 regimentów piechoty: gwardii pieszej litewskiej i 8 regimentów, 2 chorągwi obu buław, gwardii konnej litewskiej, 2 brygad kawalerii narodowej, 5 pułków przedniej straży, korpusu artylerii litewskiej, personelu ludwisarni, korpusu inżynierów litewskich. Stany etatowe w oddziałach wojska radykalnie zmniejszono. Armia miała liczyć: 20 219 ludzi z tego: 6845 jazdy, 12 234 piechoty, 1113 artylerii i inżynierii.
W 1791 w wojsku koronnym służyło około 42 000 żołnierzy, w tym piechoty około 22 500, zaś w wojsku litewskim niespełna 15 000 ludzi. Dopiero w czasie wojny podniesiono stany do 50 000 wojska koronnego i 18 500 wojsk litewskich. Jak uważa Marian Kukiel: Grzechem pierwszym było skąpienie ludzi do wojska. Drugim etat zbudowany wadliwie, z ogromną ilością jazdy, szczególniej zaś najkosztowniejszej, a najmniej sprawnej i zwartej. Przez to brakło środków na piechotę, dużo tańszą, a stanowiącą już wszędzie główną masę wojska.

## Komisja Wojskowa Obojga Narodów
6 października powołano do życia komisję wojskową obojga narodów. Był to naczelny organ kierowniczy w wojsku w okresie pokoju. Na czas wojny naczelną władzę nad armią obejmował król.
Komisja składać się miała z jednego z hetmanów nie zasiadającego w Straży, jako przewodniczącego i 14 komisarzy, wśród których miało być dwóch senatorów wojskowych i sześć wybieranych przez sejm osób cywilnych. Połowa członków miała pochodzić z Korony, a druga z Litwy. Wojskowi od stopnia pułkownika w czasie wyborów przedstawiali swe kandydatury na członków komisji.
Komisji podlegali wszyscy wojskowi w służbie czynnej, inwalidzi wojenni i emeryci wojskowi. Komisja miała zajmować się uzupełnianiem armii, wyszkoleniem oraz dbać o jej stałą gotowość bojową. Do kompetencji komisji należało sądownictwo wojskowe. Zajmować miała się też gospodarką wojenną.
Sekretariat komisji prowadził korespondencję, tworzył wykazy poszczególnych jednostek wojska, list starszeństwa oficerów, redagował rozkazy i zarządzenia. W marcu 1790 utworzono Komisariat Wojskowy. Składał się on z sześciu osób pod kierownictwem płk. Jana Augusta Cichockiego. Realizował funkcje kwatermistrzowskie. Odpowiadał za zaopatrzenie, uzbrojenie i wyposażenie wojska.

## Organizacja wojska
Mobilizacja
Powodem zmniejszenia etatu wojska były także trudności werbunkowe. Utrzymano przestarzały system uzupełnień: tradycyjny zaciąg towarzyski dla jazdy, dobrowolny werbunek dla piechoty i artylerii. Sejm znacznie zacieśnił przepis werbunkowy z 1775, ograniczając go do miast i dóbr królewskich i duchownych w województwie i powiecie, w którym regiment konsystował. Zawężono też kategorię ludzi podległych werbunkowi. Obejmowała ona wyłącznie „ludzi luźnych”, pozostających bez pracy i stałego miejsca zamieszkania.
Mimo wzrastających trudności werbunkowych w ciągu 1789 zdołano doprowadzić stan liczebny obu armii do ok. 46 000 ludzi. Dalszy werbunek nie dawał rezultatów. Sejm zmuszony był wprowadzić pobór rekruta kantonowego, wzorowany na poborze pruskim (wyprawy dymowe). Uchwała o poborze z 7 grudnia 1789 nakazywała dostarczenie jednego rekruta z 50 dymów dóbr i miast królewskich i duchownych oraz jednego rekruta ze stu dymów dóbr i miast dziedzicznych. Dobrom położonym na pograniczu oraz szlachcie niemającej poddanych pozwolono dostawić rekruta lub zapłacić po 2 zł z dymu dóbr dziedzicznych, po 4 zł z dymu dóbr królewskich i duchownych. Uchwalony pobór miał charakter doraźny, przeznaczony tylko na uzupełnienie piechoty i artylerii według etatu tymczasowego. Służba rekrutów miała trwać 6 do 8 lat, a wymagany wiek wynosił 18–35 lat. Wobec zagrożona Rzeczypospolitej wybuchem wojny z Austrią, a później z Rosją, Sejm Czteroletni wykazał dużą beztroskę wyznaczając tak niewielki pobór Przy podejmowaniu uchwały nie zapoznano się dokładniej ze spisami dymowymi. Pobór dostarczył ok. 8000 rekrutów. Ograniczenie poboru od „kapitulacji” do „kapitulacji” uniemożliwiało uzupełnianie strat spowodowanych dezercją lub śmiercią. W instrukcji dla komisji porządkowych cywilno-wojskowych zastrzeżono, że województwa, ziemie i powiaty mają dostarczać rekrutów tylko regimentom rozlokowanym na ich terenie. Regiment nie miał prawa domagać się wydania rekrutów z innych województw. Sejm podejmując niedopracowane uchwały sam utrudniał, a często uniemożliwiał ich wykonanie.
Podział terytorialny
W listopadzie 1789 wprowadzono nowy podział wojska na dywizje. W Koronie powstały cztery dywizje. W armii litewskiej utrzymano podział na dwie dywizje. Każda miała składać się z dwóch brygad kawalerii narodowej, jednego lub dwóch pułków straży przedniej oraz trzech do pięciu regimentów piechoty. W skład każdej dywizji wchodziła brygada artylerii złożona z trzech kompanii. Ponadto planowano przydzielić do dywizji po batalionie strzelców.
Piechota

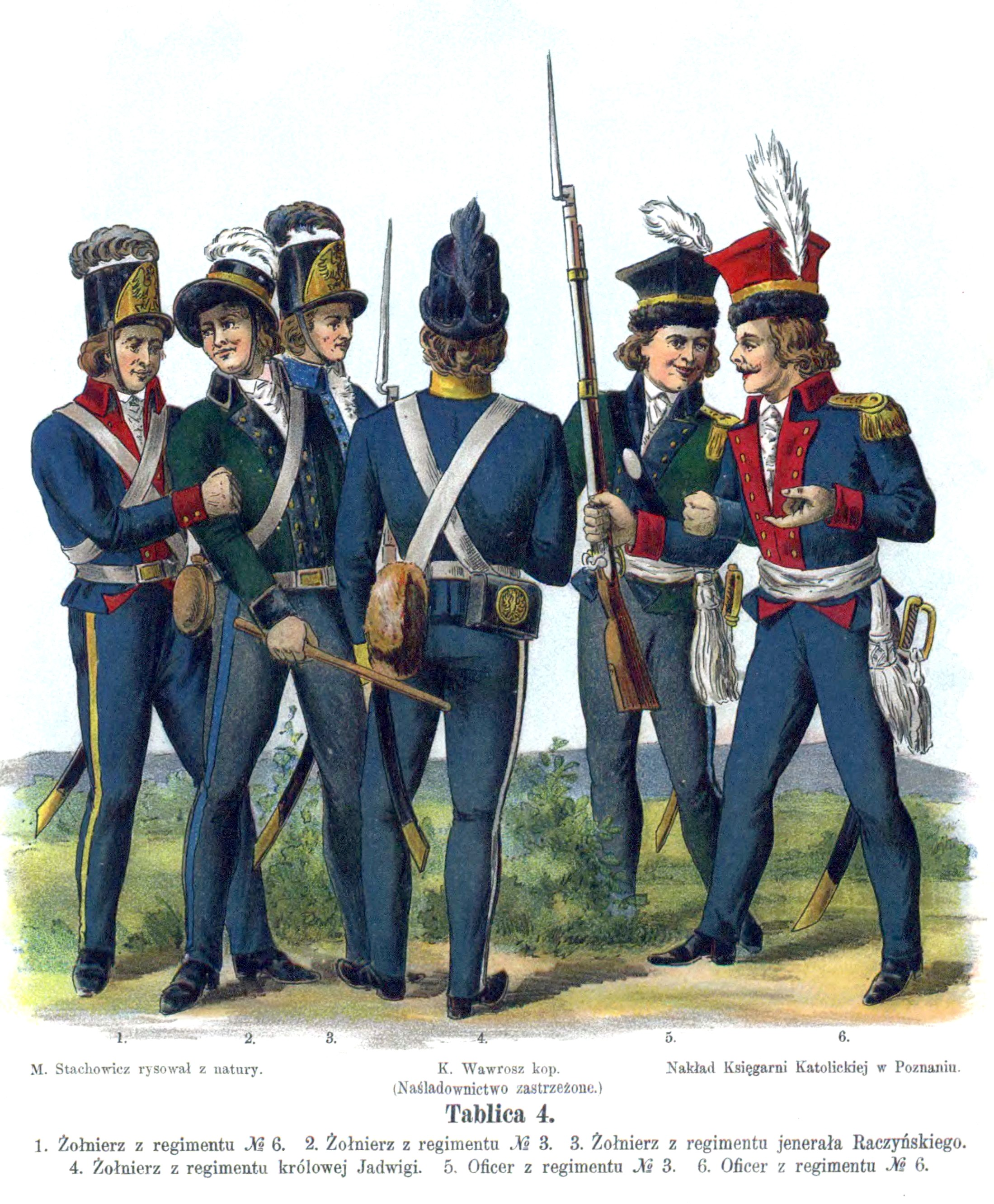

Piechota miała być najliczniejszym rodzajem wojska. Podzielona została na regimenty składające się z trzech batalionów po cztery kompanie w każdym. Etat regimentu przewidywał 2392 żołnierzy. Po redukcji armii do 65 000, pozostawiono regimenty w składzie dwubatalionowym, zwiększono zaś liczbę osób w kompaniach. W wyniku intensywnego werbunku piechota koronna, składająca się z gwardii pieszej koronnej, czternastu regimentów i dwóch chorągwi obu buław, została w ciągu kilku miesięcy dwukrotnie powiększona i w sierpniu 1789 liczyła już przeszło 14 000 ludzi.
Rozpoczęto organizowanie specjalnych oddziałów strzeleckich, po jednej kompanii na każdy regiment. Strzelcy rekrutowali się bądź ze starych, dobrze wyszkolonych żołnierzy lub z leśników, przede wszystkim pochodzących z Kurpiów. Najwcześniej zorganizowano je przy 2 regimencie Wodzickiego i 3 Czapskiego. Ostatecznie kompanie strzeleckie sformowano tylko w siedmiu regimentach koronnych.
W piechocie litewskiej utworzono dwa nowe regimenty: 7 regiment utworzony z królewskiego batalionu grodzieńskiego i 8 regiment im. Radziwiłłów.
Piechur uzbrojony był we karabin ze stemplem metalowym.
Umundurowanie piechoty stanowiły kurtki granatowe z wyłogami różnej barwy dla każdego regimentu. Spodnie granatowe, płaszcze białe, a na czapkach i kapeluszach umieszczony był orzeł. Na lato żołnierze otrzymywali szerokie płócienne spodnie (szarawary).
Jazda

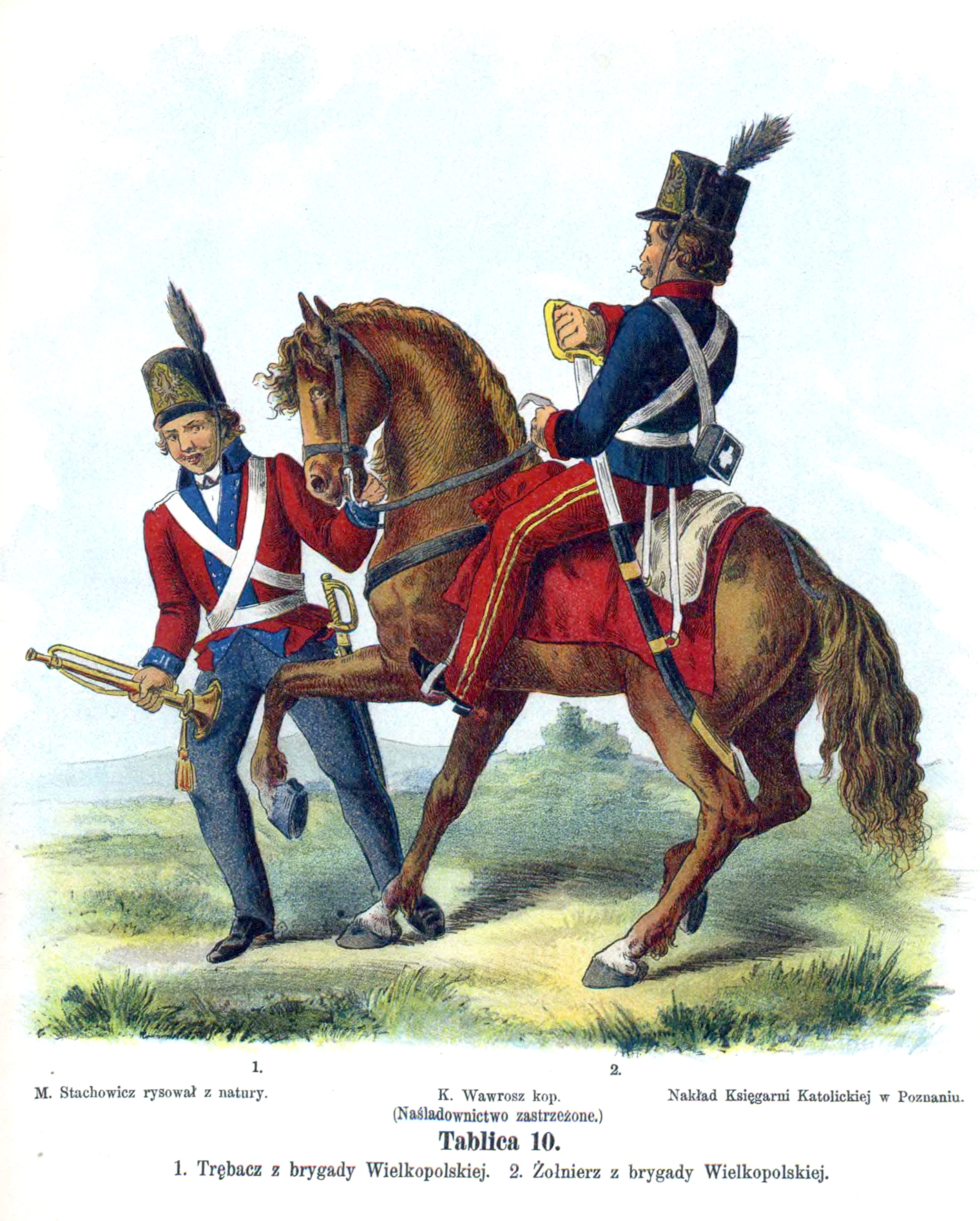

Jazda, zdaniem szlachty, była formacją dającą gwarancje utrzymania wolności szlacheckiej. Dlatego też etat tymczasowy przewidywał nadmierną liczebność kawalerii w stosunku do innych rodzajów wojska. Rozbudowywanie kawalerii odbywało się znacznie szybciej niż np. piechoty. Rozkaz królewski polecił do 31 maja 1789 zwiększyć stan żołnierzy w chorągwiach kawalerii narodowej do 150 ludzi, a chorągwi przedniej straży do 135 żołnierzy. Jednocześnie przekształcono trzy regimenty dragonii koronnej w pułki przedniej straży. W sierpniu 1789 jazda koronna, składająca się z czterech brygad, pięciu pułków przedniej straży i regimentu gwardii konnej koronnej, liczyła już ok. 19 500 ludzi. Etat stutysięczny powiększył liczbę brygad kawalerii do ośmiu. W 1790 stosunek jazdy do piechoty wynosił prawie 1:1. W drugiej połowie 1790 znaczna część jazdy została skierowana na Podole i Ukrainę. Służba patrolowa i rozśrodkowanie chorągwi utrudniło ich uporządkowanie. Istniały liczne braki w uzbrojeniu, umundurowaniu, koniach i ekwipunku. Pod koniec 1791 zaczął zawodzić zaciąg towarzyski. Rozpoczęto werbunek kantonowy do tej pory przewidziany jedynie dla piechoty i artylerii. W początkach maja 1792 podzielono jazdę na czynną i rezerwową. Z każdej brygady wyznaczono do służby czynnej 1459, do rezerwowej 348 ludzi; z pułku przedniej straży – do służby czynnej 948, do rezerwowej 151 ludzi. Spośród 384 towarzyszy, znajdujących się w brygadzie, 240 zostało przeznaczonych do rezerwy.
Ubiór kawalerzysty stanowiła granatowa kurtka z amarantowymi wyłogami i spodnie do wysokich butów. Towarzysze używali konfederatek, pocztowi giwerów (kaszkietów).
Artyleria

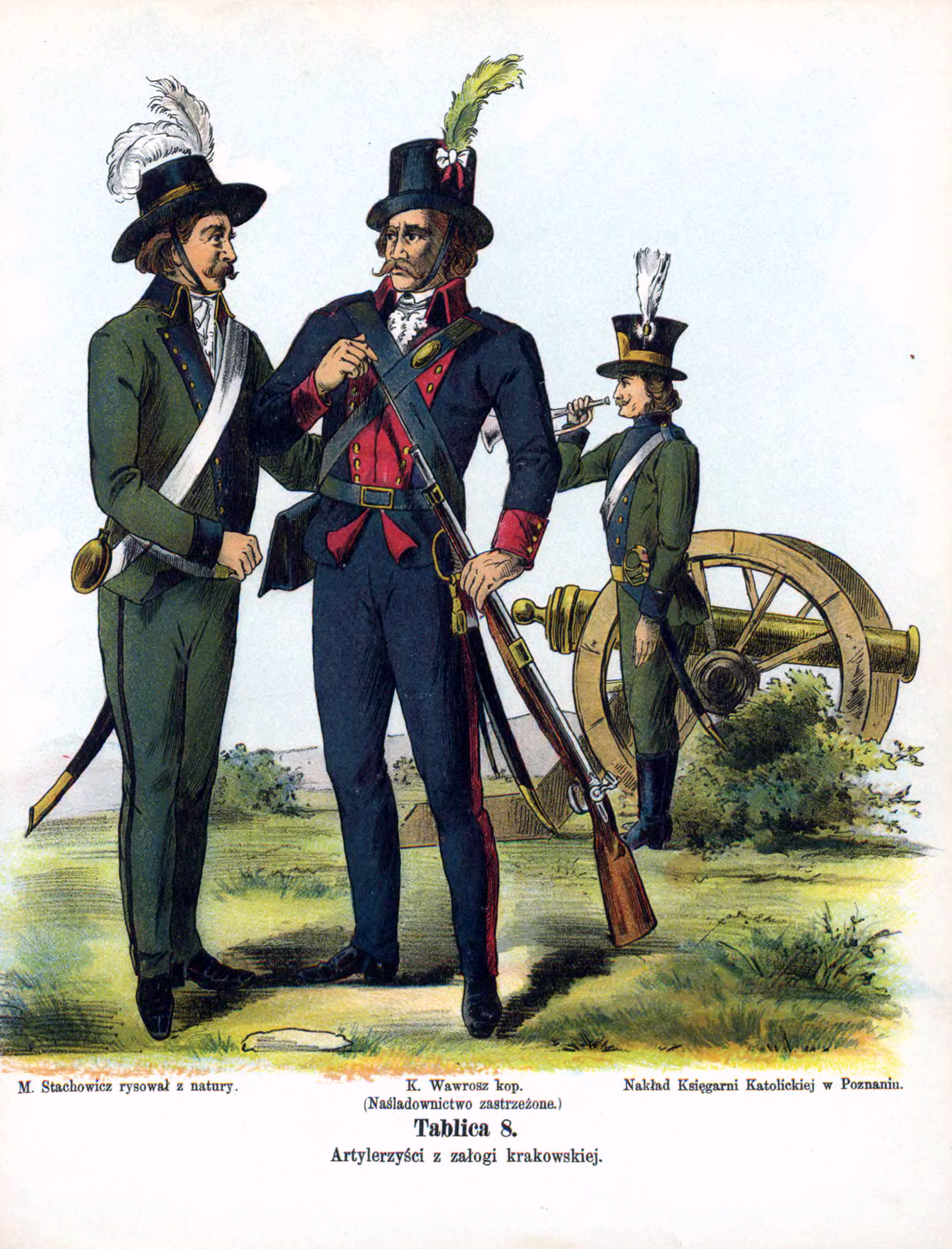

Reformy przewidywały znaczący wzrost znaczenia artylerii. 20 lutego 1790 r. korpus artylerii podzielono na 5 brygad po 3 kompanie. Cztery brygady przydzielono do poszczególnych dywizji koronnych, a piątą umieszczono w Kamieńcu Podolskim. Przy brygadach utworzono parki artyleryjskie z warsztatami naprawczymi. Do każdego batalionu piechoty przydzielono dwie armaty 3-funtowe. Zorganizowano specjalne parki artyleryjskie z warsztatami dla naprawy sprzętu. 16 kwietnia 1791 Komisja Wojskowa poleciła podzielić artylerię znajdującą się przy dywizjach na baterie po 12 dział. Bateria miała składać się z 6 dział 12-funtowych i 6 dział 6-funtowych z obsługą. Podział ten wprowadzono jedynie w części pododdziałów artylerii. Ludwisarnia warszawska podjęła intensywną produkcję nowego sprzętu. W końcu 1791 wojsko posiadało 408 dział spiżowych (oprócz 261 żelaznych), w tym jednak tylko około 90 polowych i nieco ponad 100 dział batalionowych.
Powiększono również korpus artylerii litewskiej. Liczył on w sztabie i w siedmiu kompaniach 1048 ludzi. Brak funduszów uniemożliwił budowę przewidzianej etatem ludwisarni wileńskiej.
Ubiór artylerzysty stanowiła kurtki z zielonego sukna z czarnymi wyłogami, spodnie zielone i czapki z daszkami z przodu i z tyłu.
Wojska techniczne
W wojskach technicznych zorganizowano dwa korpusy inżynierów: jeden w armii koronnej pod dowództwem płk. Sierakowskiego, drugi w wojsku litewskim pod dowództwem płk. Jasińskiego. W ich skład wchodziły oddziały saperów, minierów i pontonierów. Kadra wojsk technicznych posiadała dobre kwalifikacje, a wojska dobry sprzęt wykonany według projektów polskich oficerów. Wobec braku służby geograficznej inżynierowie prowadzili też pomiary kraju przygotowując materiały do opracowania map wojskowych.

## Wojsko w Ustawie Rządowej z 3 maja 1791
W ruchu reformatorskim poprzedzającym Sejm Wielki a zmierzającym do naprawy państwa sprawa wojska i jego miejsca stanowiła niemałą trudność. Wojsko zawodowe stanowiło dla reformatorów narzędzie znienawidzonego despotyzmu, a z drugiej strony było niezbędne dla ocalenia bytu narodowego. Wielka Rewolucja Francuska dokonała w tym myśleniu wyłomu poprzez przyjęcia idei wojska narodowego zaprzysiężonego na konstytucję, przez co uniezależnionego duchowo od króla. Zwolennikiem takiej idei był między innymi Hugo Kołłątaj, współtwórca Ustawy Rządowej. Sejm Wielki stworzył ideę wojska narodowego a Ustawa Rządowa w artykule XI stwierdza: ...naród jest winien sobie samemu obronę od napaści i dla przestrzegania całości swojej... i dalej ... wszyscy obywatele są obrońcami całości i swobód narodowych... a wojsko nic innego nie jest, tylko wyciągnięta siła obronna i porządna z ogólnej siły narodu.

## Wojna w obronie Konstytucji 3 Maja

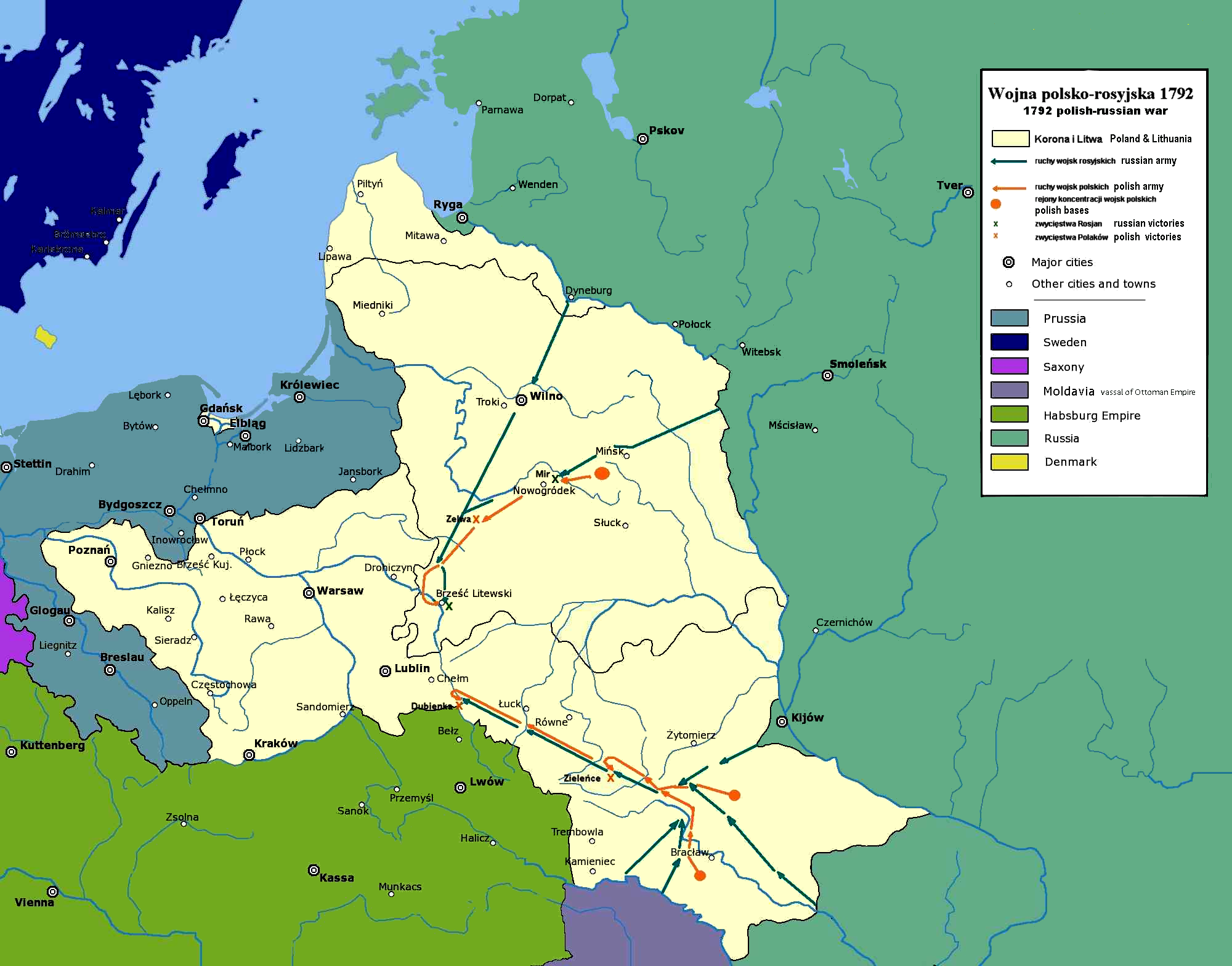

Wiosną 1792 sejm rozpoczął energiczne działania mające wzmocnić siły zbrojne.
Na początku kwietnia Komisja Wojskowa wydała zarządzenie o wystawieniu siedmiu drugich batalionów w litewskich regimentach piechoty. 21 kwietnia sejm ponownie uchwalił liczebność armii na 100.000. 7 maja sejm nakazał też organizowanie 2 pułków kozackich i czterech batalionów lekkiej piechoty. Sformowano nowy regiment w Koronie. Powiększenia armii do 100 000 miano dokonać przez pobór 30 000 kantonistów. Uchwała sejmu nie została jednak zrealizowana. Stan wojska osiągnął ok. 70 000 ludzi(stan wojsk walczących był znacznie niższy). Naczelne dowództwo nad armią objął król. W wojsku szerzyła się propaganda przeciwko wojnie prowadzona przez popleczników konfederacji targowickiej. Ze względu na warunki geograficzne, przeciwko wojskom carskim miały walczyć dwie odosobnione armie: na Litwie wojska litewskie i na Ukrainie wojska koronne.
Polowa armia koronna liczyła około 22 000 ludzi i składała się z trzech dywizji. Wodzem naczelnym tych wojsk był ks. Józef Poniatowski, a armia litewska liczyła niespełna 10.000 i dowodzona była przez ks. Ludwika Wirtemberskiego.
Oprócz wojsk rozlokowanych w pobliżu granicy, w głębi państwa znajdowało się jeszcze około 30.000 żołnierzy.
Przeciwko armii koronnej działała 54-tysięczna armia carska dowodzona przez gen. Kochowskiego, a przeciw wojskom litewskim – 32-tysięczna armia gen. Kreczetnikowa.
W myśl planu działań wojsk rosyjskich armia gen. Kochowskiego miała otoczyć i zniszczyć w rejonie Bracławia armię ks. Józefa Poniatowskiego lub ścigać ją w stronę Bugu. Armia gen. Kreczetnikowa miała rozbić i zniszczyć wojska litewskie, a następnie wyjść częścią sił na tyły armii koronnej nad Bugiem i wespół z wojskami gen. Kochowskiego otoczyć ją i zniszczyć.
Rozpoczęte 13 maja działania wojenne spowodowały odwrót wojsk polskich znad granicy. Armia koronna, mimo paru sukcesów taktycznych bitwa pod Zieleńcami, w połowie lipca wycofała się na linię Bugu. Tam też cofały się wojska litewskie. W oparciu o Bug zdecydowano odtworzyć obronę. Rozproszenie wojsk Rzeczypospolitej i obrona długim kordonem, umożliwiła jednak armiom carskim złamanie oporu. Mimo uporczywych walk stoczonych przez dywizję Kościuszki pod Dubienką i przez oddziały litewskie pod Brześciem oraz Grannem, wojsko cofało się dalej w kierunku Wisły. Król Stanisław August, który już uprzednio potajemnie rokował z Katarzyną II, w czasie odwrotu wojsk polskich za Wisłę przystąpił do Targowicy. Obu armiom Rzeczypospolitej wydano rozkazy zaprzestania walk. Wojska rosyjskie wkroczyły do Warszawy. W kraju władzę objęła Targowica.
Pod władzą Targowiczan
20 sierpnia 1792 wojsko przeszło spod władzy Komisji Wojskowej pod komendę specjalnej delegacji konfederacji targowickiej. Kierownictwo powierzono hetmanom. W armii nastąpiło rozprzężenie, a część oficerów i żołnierzy opuściła szeregi. Konfederacja usunęła z wyższych stanowisk prawie wszystkich oficerów. W 1793, po drugim rozbiorze, część oddziałów polskich przemocą wcielono do armii rosyjskiej. Pozostała w kraju armia pozbawiona została amunicji i artylerii. Polskie pułki i regimenty w sąsiedztwie miały zawsze silny oddział wojsk rosyjskich. W 1793 sejm grodzieński uchwalił nowy etat wojska. Miało ono liczyć zaledwie 15 000. Władzę naczelną nad armią miały sprawować powstałe na nowo komisje wojskowe, osobne dla Korony i Litwy.